# Giampaolo Cheula

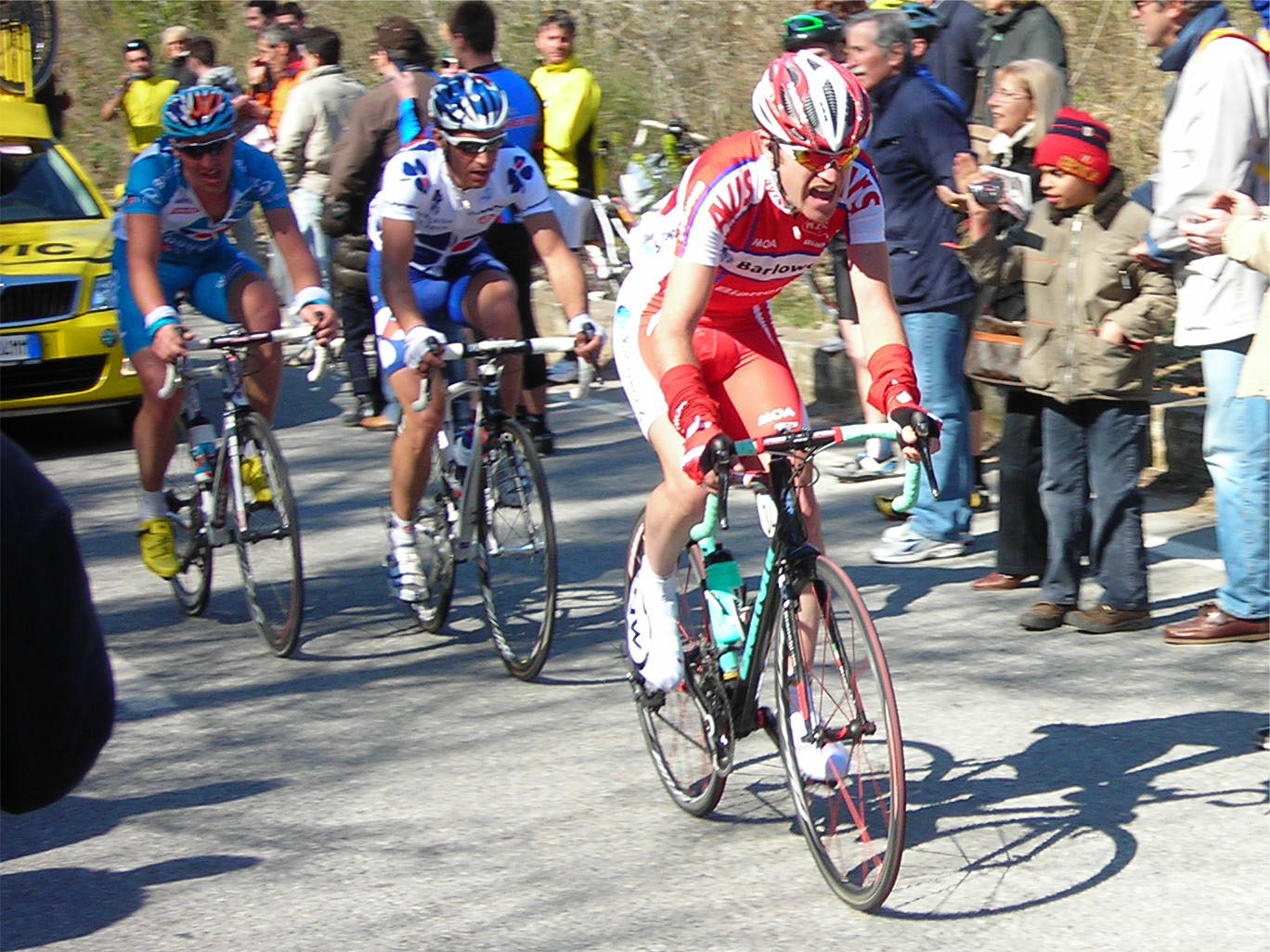
Cheula, 2009.

Giampaolo Cheula, född 23 maj 1973 i Premosello-Chiovenda, är en professionell italiensk tävlingscyklist. Han tävlar för Professional Continental-stallet Barloworld sedan 2005. Han blev professionell 2001 Mapei-Quick Step. Året därpå tävlade han för Mapei-Quick Step Espoirs och samma år vann han en etapp på Bayern runt. Cheula vann också Circuit des Mines, plus en etapp mellan Thionville och Herserange under Circuit des Mines 2002.
Cheula vann det tjeckiska etapploppet Peace Race sammanlagt 2006.
I augusti 2008 vann italienaren GP Nobili Rubinetterie. Tidigare under säsongen hade han fått köra Tour de France 2008 där han slutade 88:a i slutsammanställningen. Cheula deltog i Tour de France 2007 och slutade det året på 111:e plats.

## Meriter
2000
Flèche du Sud
Etapp 2, Flèche du Sud
2002
Etapp 3, Bayern runt
Circuit des Mines
2006
Peace Race
2008
GP Nobili Rubinetterie

## Stall
- 2001 Mapei-Quick Step
- 2002 Mapei-Quick Step Espoirs
- 2003–2004 Vini Caldirola
- 2005– Barloworld